# К'янокко
К'янокко (італ. Chianocco, п'єм. Cianoch) — муніципалітет в Італії, у регіоні П'ємонт,  метрополійне місто Турин.
К'янокко розташовані на відстані близько 570 км на північний захід від Рима, 45 км на захід від Турина.
Населення — 1707 осіб (2014).

## Демографія
Населення за роками:

Станом на 1 січня 2023 року в муніципалітеті офіційно проживало 79 іноземців з 14 країн, серед них 53 громадяни країн Євросоюзу.

## Сусідні муніципалітети
- Бруцоло
- Буссолено
- Сан-Джоріо-ді-Суза
- Уссельйо